# Minthea acanthacollis
Minthea acanthacollis es una especie de escarabajo de la pólvora del género Minthea, categorizada en la tribu Lyctini, de la familia Bostrichidae. Fue descrita por Carter & Zeck en 1937.

## Distribución
Se distribuye por Oceanía: Australia.